# 메디세이프 논란
메디세이프 논란은 2025년 6월 홍콩에서 학생이 개발한 인공지능 플랫폼 메디세이프의 독창성과 데이터 활용 방식에 대한 의문이 제기되면서 불거진 공개 논쟁을 말한다. 이 프로젝트는 세인트 폴 남녀공학 학교의 고등학생인 클라리스 푼 헤이 순이 개발했으며, 2024년과 2025년에 여러 혁신상을 수상했다. 이후 온라인 토론과 언론 보도는 프로젝트의 저작권과 환자 데이터 사용에 대한 우려를 제기했고, 이는 공식적인 조사로 이어졌다.

## 메디세이프
메디세이프(중국어: 藥倍安心)는 환자의 알레르기, 만성 질환, 간 또는 신장 기능과 같은 세부 정보와 약물을 교차 확인하여 잠재적인 투약 오류를 표시하도록 설계된 웹 기반 앱이다. 수상 자료에 따르면 이 시스템은 대형 언어 모델, SQL, 벡터 데이터베이스를 사용한다.
이 플랫폼은 다음 상을 수상했다:
- 2024년 홍콩 ICT 어워드 학생 혁신 대상.[2]
- 2025년 제50회 국제 제네바 발명 전시회 은메달(교육국의 지원을 받음).[3]
- 중등 교육 혁신을 인정하는 청소년 기술 개척자상.[4]

## 주장

### 내부 고발자 우려
2025년 6월 13일, 홍콩 성시 대학 학생이자 구글 서머 오브 코드 참가자인 헤일리 쳉 헤이 람은 스레드에 우려를 표명했다. 그녀는 그렇게 복잡한 AI 시스템이 중등 학교 학생 혼자서 구축될 수 있는지 의문을 제기했으며, 100명 이상의 환자 데이터를 사용했다는 이전 진술을 인용했다.
쳉은 이후 게시물을 올린 뒤 익명의 위협을 받았다고 밝혔다. 그녀의 발언은 학생 연구의 독창성, 외부 도움의 역할, 청소년 주도 기술 프로젝트에서 민감한 데이터가 어떻게 다루어지는지에 대한 더 넓은 온라인 토론을 촉발했다.

### AI 헬스 스튜디오 연결
일부 사용자는 메디세이프 웹사이트가 이전에 미국 기반 소프트웨어 회사인 AI 헬스 스튜디오로 리디렉션되었다고 지적했다. 2025년 초의 보존된 콘텐츠에는 홍콩 클리닉을 위해 구축된 것으로 알려진 처방전 확인 시스템이 설명되어 있었다. 보도에 따르면 해당 클리닉은 푼의 아버지인 푼 퉁 핑 박사(로니 푼으로도 알려짐)와 관련이 있는 것으로 확인되었다.
이후 회사의 문구는 변경되었다. 원래 "개발"로 묘사되었던 것이 "최적화" 및 "상업화"로 바뀌었다. SCMP는 이전 사이트 버전이 메디세이프와 유사한 소프트웨어를 묘사한 것으로 보이며 2022년으로 거슬러 올라간다고 언급했다.

### 데이터 사용에 대한 의문
여러 언론 매체는 실제 환자 데이터가 프로젝트에 사용되었는지에 대한 대중의 우려를 보도했다. 명보와 HK01이 인용한 성명에 따르면 주최측과 푼의 가족은 모의 데이터와 공개된 약물 데이터베이스만 사용되었다고 밝혔다.
개인 정보 보호에 초점을 맞춘 출판물인 메타 커넥츠는 홍콩의 데이터 프라이버시 법률에 비추어 상황을 논의하며, 환자 동의, 잠재적인 국경 간 데이터 전송, 외부 서비스 제공업체 참여 여부와 관련된 문제를 제기했다.

## 대응 및 조사

### 관련자들의 반응
푼은 이후 대회 주최측과 협력하여 상황을 명확히 하고 있으며, 일부 온라인 관심이 낙담스럽다고 밝혔다. 푼 퉁 핑 박사는 언론에 모의 데이터만 사용되었으며 수상 절차가 적절한 검증을 거쳤다고 말했다. 세인트 폴 남녀공학 학교는 내부적으로 문제를 검토하고 있음을 확인했다.

### 공식 및 기관 대응
디지털 정책국은 홍콩 교육청과 홍콩 ICT 어워드 품질 보증 패널에 전면적인 조사를 요청했다고 밝혔다. 6월 20일, 홍콩 영재 교육원과 홍콩 신세대 문화 협회는 학생이 대회 규정을 준수했다는 공동 성명을 발표했다. 또한 실제 환자 데이터는 사용되지 않았으며, 회사 참여는 대회가 끝난 후에야 이루어졌다고 밝혔다. 개인정보 보호국은 불만을 접수하고 문제를 검토 중임을 확인했다.

## 언론 보도 및 대중 반응
이 논란은 영어 및 중국어 언론에서 광범위하게 보도되었다. SCMP는 메디세이프 개발의 타임라인을 탐색하고 공개된 서술과 관련 웹사이트의 보존된 버전 간의 불일치를 강조했다. 더 스탠더드는 정부 개입을 보도하고 프로젝트의 출처에 대한 대중의 의구심을 언급했다. 명보, HK01, 오리엔탈 데일리 뉴스를 포함한 다른 지역 언론은 학문적 외주 및 개인 정보 침해 가능성 문제를 조사했다. 6월 24일, HK01은 국제 제네바 발명 전시회 심사위원단이 해당 사례를 검토하고 출품작이 기준을 충족한다고 판단하여 수상을 유지하기로 결정했다고 보도했다.

## 타임라인
- 2024년 4월 – 메디세이프가 홍콩 ICT 어워드 학생 혁신 대상을 수상했다.[2]
- 2025년 4월 – 프로젝트가 국제 제네바 발명 전시회에서 은메달을 수상했다.[3]
- 2025년 6월 13일 – 헤일리 쳉 헤이 람이 스레드에 공개적으로 우려를 제기했다.[1][5]
- 2025년 6월 중순 – 디지털 정책국과 개인정보 보호국이 조사를 시작했다.[11][13]
- 2025년 6월 20일 – 홍콩 영재 교육원과 홍콩 신세대 문화 협회는 규정 위반이 없음을 확인했다.[12]
- 2025년 6월 24일 – 국제 제네바 발명 전시회 심사위원단은 은메달이 취소되지 않을 것이라고 발표했다.[16]
- 2025년 6월 28일 – 홍콩 혁신 재단이 관련 전시 작품을 철수했다.

## 같이 보기
- 학문적 충실성
- 보건분야의 인공지능
- 데이터 프라이버시
- 정보 유출 (기계 학습)